# S5W-Reaktor
Der S5W-Reaktor ist ein Nuklearreaktor, der von der United States Navy zur Erzeugung elektrischer Energie und Antriebskraft für Kriegsschiffe eingesetzt wird.
Die Bezeichnung „S5W“ steht für:
S = U-Boot Plattform (Submarine platform)
5 = Ein Reaktorkern der fünften Generation
W = Westinghouse (der Hersteller/Entwickler)
Die Einfachheit dieses Druckwasserreaktors, seine Überdimensionierung und Redundanz bezweckten eine einfache Bedienung und eine gute Toleranz bei Beschädigungen im Kampf. Diese Charakteristiken waren für den guten Ruf, die Langlebigkeit und die große Sicherheit dieses Reaktortyps verantwortlich. Der S5W war der Standardreaktor für U-Boote der United States Navy seit der ersten Verwendung im Jahr 1959 auf Skipjack bis zur Einführung der Los-Angeles-Klasse, welche einen S6G-Reaktor verwendete, in den 1970er Jahren. Ein S5W wurde auch vom Vereinigten Königreich im ersten nuklear betriebenem U-Boot der Royal Navy, der Dreadnought, verwendet.
Kurz vor 1971 (nicht genau bekannt), hat der S5W-Reaktor den älteren S1W Reaktor an den S1W Prototyp-Testeinrichtungen ersetzt. Obwohl nun der S5W-Reaktor verwendet wurde, wurde die Einrichtung immer noch S1W genannt. Um die zusätzliche Energie, welche durch den S5W-Reaktor bei höheren Leistungsebenen erzeugt wurde, zu nutzen, wurden Dampf-Ablassventile im selben S1W Gebäude, allerdings außerhalb der originalen Hülle (mit dem Aussehen eines U-Bootes) konstruiert.
Nach 2012 blieben zwei S5W-Reaktoren auf Ausbildungsbooten („moored training ships“) zur Ausbildung von Nuklearoperatoren der U.S. Navy auf der ehemaligen „Naval Weapons Station“ in Charleston bis Mitte der 2020er Jahre in Betrieb. Beide Ausbildungsboote waren mit dieselgetriebenen, ergänzenden Wasser-Einspritzungs-Systemen (Supplemental Water Injection System; SWIS) ausgestattet, um im Falle eines Unfalls ausreichend Notfall-Kühlwasser zur Verfügung zu stellen. Mit Stand 2025 wurde MTS-635 (ehem. Sam Rayburn) deaktiviert und zur Verschrottung geschleppt, MTS-626 (ehem. Daniel Webster) sollte 2027 folgen. Als Ausbildungsboote in Charleston wurden sie von MTS-701 (ehem. La Jolla ) und MTS-711 (ehem. San Francisco) abgelöst.
S5W Reaktoren späteren Modells werden häufig mit S3G-3 Kernen „nachgefüllt“, der dritten Version des S3G Kerns.